# Mauro Boselli
Mauro Boselli (* 22. Mai 1985 in Buenos Aires) ist ein argentinischer ehemaliger Fußballspieler.

## Vereinskarriere
Mauro Boselli begann seine Karriere bei dem kleinen Klub All Boys in Buenos Aires, bei dem er etliche Jugendabteilungen durchspielte. Es dauerte nicht lange bis auch die Boca Juniors aus der argentinischen Hauptstadt auf Mauro aufmerksam wurden und er wechselte. Am 6. Juli 2003 feierte er sein Debüt für die Boca Juniors im Spiel gegen Rosario Central. Für die Spielzeit 2005/06 war nach Spanien verliehen und spielte dort für Atlético Malagueño, der zweiten Mannschaft von FC Málaga. Nach einer eher enttäuschenden Saison in der Segunda División kehrte er wieder zurück nach Argentinien. Bei den Boca Juniors konnte er langsam Fuß fassen hinter Martín Palermo und Rodrigo Palacio. 2008 wechselte er zu Estudiantes de La Plata und startete dort gleich mit acht Toren in 15 Spielen. In seiner zweiten Saison in La Plata konnte er mit Estudiantes den Copa Libertadores gewinnen und wurde zudem auch Torschützenkönig des Turniers. Insgesamt schoss Mauro 50 Tore für Estudiantes de La Plata.
Am 29. Juni 2010 unterzeichnete er einen Vertrag beim englischen Premier-League-Klub Wigan Athletic und konnte gleich im ersten Testspiel gegen Östersunds FK zwei Tore erzielen, das Spiel endete 3:2 für Wigan. Nachdem er aber über den gesamten Herbst 2010 nicht überzeugen konnte und lediglich ein Tor im League Cup gegen Swansea City erzielen konnte, wurde er für das Frühjahr 2011 an den italienischen Serie-A-Klub FC Genua verliehen. Bei Genua soll er den Abgang von Topstürmer Luca Toni zu Juventus Turin kompensieren. Nach Ende der Saison 2011/12 verließ er den Klub, er ging auf Leihbasis zurück zu Estudiantes bis Mai 2012.
Zur Saison 2012/13 startete er zunächst wieder bei Wigan. Im Februar 2013 wechselte er als Leihgabe an US Palermo. Am Ende der italienischen Saison wurde Boselli von Wigan verkauft. Er ging nach Mexiko, wo er beim Club León einen Kontrakt unterzeichnete. Nach zwei Meisterschaften und über 100 Toren, allein 104 im Ligabetrieb, verließ Boselli Mexiko Ende 2018 wieder. Seine neue Heimat wurde Brasilien.
Bei Corinthians São Paulo unterzeichnete er Anfang 2019 einen Kontrakt. 2021 wechselte er zum Club Cerro Porteño.

## Nationalmannschaft
2005 war Mauro Teil der argentinischen U-20 Nationalmannschaft, welche Dritter beim Campeonato Sudamericano wurde. Am 30. September 2009 fixierte er auch sein Debüt für die A-Nationalmannschaft, als er im Spiel gegen Ghana in der 57. Minute von Diego Maradona eingewechselt wurde.

## Erfolge
Boca Juniors
- Copa Sudamericana: 2004
- Copa Libertadores: 2007

Estudiantes
- Copa Libertadores: 2009

León
- Liga MX: Apertura 2013, Clausura 2014

Corinthians
- Staatsmeisterschaft von São Paulo: 2019

## Auszeichnungen
- 1× Torschützenkönig Copa Libertadores: 2009
- 1× Torschützenkönig Primera División: 2010